# Municipio Magdalena (Beni)
Das Municipio Magdalena ist ein Verwaltungsbezirk im Departamento Beni im südamerikanischen Anden-Staat Bolivien.

## Lage im Nahraum
Das Municipio Magdalena ist das nördliche der drei Municipios der Provinz Iténez. Es grenzt im Westen an die Provinz Mamoré, im Süden an das Municipio Huacaraje, im Südosten und Osten an das Municipio Baures und im Norden an die Republik Brasilien.
Größte Ortschaft und Verwaltungssitz in dem Municipio ist die Kleinstadt Magdalena mit 5516 Einwohnern im südwestlichen Teil des Municipios, die zweitgrößte Ortschaft ist Bella Vista mit 2440 Einwohnern. (Volkszählung 2012)

## Geographie
Das Municipio Magdalena liegt im bolivianischen Tiefland knapp einhundert Kilometer südwestlich der Grenze zu Brasilien. Das Klima im Raum Magdalena ist gekennzeichnet durch eine für die Tropen typische ausgeglichene Temperaturkurve mit nur geringen Schwankungen.
Das jährliche Temperaturmittel beträgt knapp 27 °C, die Monatswerte schwanken zwischen 25 °C im Juni/Juli und 28 °C im Monat Oktober. Der Jahresniederschlag beträgt mehr als 1.400 mm, mit einer deutlichen Feuchtezeit von November bis März und einer Trockenzeit in den Monaten Juni bis August.

## Bevölkerung
Die Einwohnerzahl ist zwischen 1992 und 2024 um mehr als die Hälfte angestiegen:
| Jahr | Einwohner | Quelle       |
| ---- | --------- | ------------ |
| 1992 | 7.812     | Volkszählung |
| 2001 | 9.908     | Volkszählung |
| 2012 | 11.277    | Volkszählung |
| 2024 | 12.769    | Volkszählung |

Die Bevölkerungsdichte des Municipios bei der letzten Volkszählung von 2012 betrug 0,90 Einwohner/km², der Anteil der städtischen Bevölkerung ist 70,6 Prozent. Die Lebenserwartung der Neugeborenen lag im Jahr 2001 bei 70,2 Jahren.
Der Alphabetisierungsgrad bei den über 19-Jährigen beträgt 91,1 Prozent, und zwar 94,0 Prozent bei Männern und 87,9 Prozent bei Frauen (2001).

## Politik
Ergebnis der Regionalwahlen (concejales del municipio) vom 4. April 2010:
| Wahl- berechtigte |  | Wahl- beteiligung | gültige Stimmen |  | MNR-PUEBLO | PRIMERO | MAS-IPSP | NACER |
| ----------------- |  | ----------------- | --------------- |  | ---------- | ------- | -------- | ----- |
| 4.583             |  | 4.052             | 3.607           |  | 1.703      | 1.242   | 592      | 70    |
|                   |  | 88,4 %            | 89,0 %          |  | 47,2 %     | 34,4 %  | 16,4 %   | 1,9 % |

Ergebnis der Regionalwahlen (elecciones de autoridades políticas) vom 7. März 2021:
| Wahl- berechtigte |  | Wahl- beteiligung | gültige Stimmen |  | MAS-IPSP | TODOS   | MTS     | AHORA! | NACER  |
| ----------------- |  | ----------------- | --------------- |  | -------- | ------- | ------- | ------ | ------ |
| 6.725             |  | 5.785             | 5.075           |  | 1.823    | 1.807   | 1.129   | 175    | 67     |
|                   |  | 86,02 %           | 87,73 %         |  | 35,92 %  | 35,61 % | 22,25 % | 3,45 % | 1,32 % |

## Kantone
Das Municipio untergliederte sich bei der Volkszählung von 2012 in die folgenden drei Kantonen (cantones):
- 08-0801-01 Kanton Magdalena – 93 Ortschaften – 7.504 Einwohner (2001: 6.592 Einwohner)
- 08-0801-02 Kanton Versalles – 5 Ortschaften – 151 Einwohner (2001: 162 Einwohner)
- 08-0801-03 Kanton Orobayaya – 28 Ortschaften – 3.622 Einwohner (2001: 3.154 Einwohner)

## Ortschaften im Municipio Magdalena
- Kanton Magdalena
  - Magdalena 5516 Einw. – San Borja 240 Einw.

- Kanton Versalles
  - Versalles 142 Einw.

- Kanton Orobayaya
  - Bella Vista 2440 Einw. – Orobayaya 536 Einw.